# Luftangriff auf Darmstadt

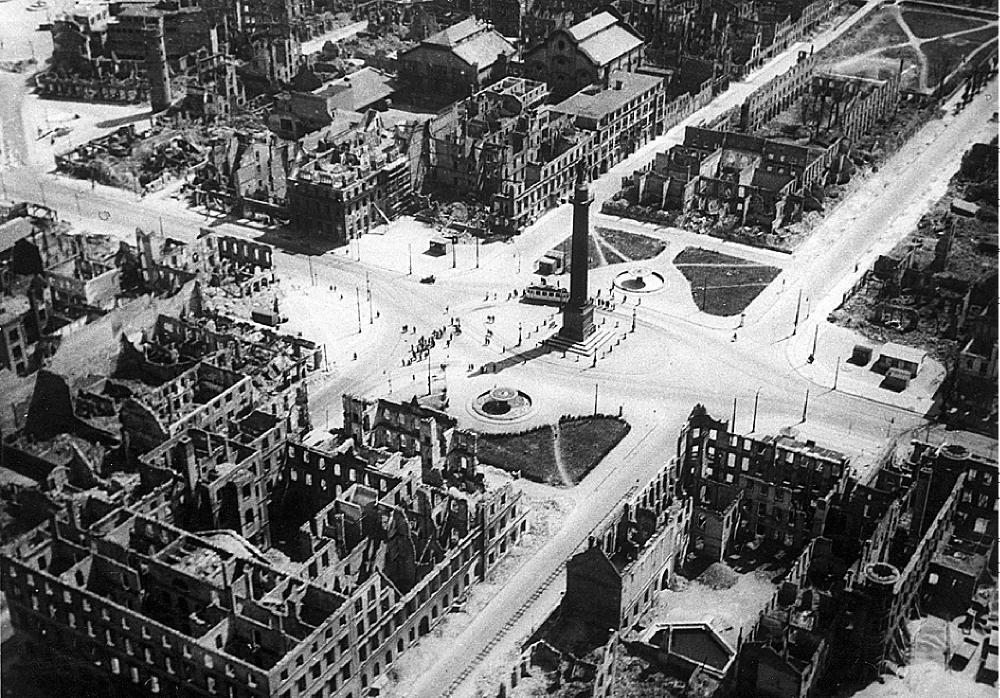
Der Luisenplatz nach der Bombardierung

Beim Luftangriff auf Darmstadt wurde die Hauptstadt des Volksstaats Hessen in der Nacht vom 11./12. September 1944 – der sogenannten „Brandnacht“ – von Einheiten des RAF Bomber Command weitgehend zerstört.

## Vorgeschichte
Darmstadt war von 1940 an bis zum September 1944 bereits verschiedentlich Ziel von Luftangriffen gewesen, die allerdings noch nicht die Vernichtungskraft der Nacht vom 11. September 1944 hatten.

## Die Angreifer
Der Angriff mit anschließendem Feuersturm wurde auf Befehl von Luftmarschall Arthur Harris von der No. 5 Bomber Group der Royal Air Force durchgeführt, welche eine auf die systematische Zerstörung ziviler Flächenziele spezialisierte Einheit darstellte. Die No. 5 Bomber Group war unter anderem für die Flächenbombardements auf Dresden, Kassel, Braunschweig, Pforzheim, Hamburg, Stuttgart, Heilbronn und Würzburg verantwortlich. Die Einheit wandte eine Kombination von Spreng- und Brandbomben an. Diese Kombination führte im militärischen Optimalfall zu einem Feuersturm. Das Feuer vervielfachte dabei die Schäden der als Verursacher eingesetzten Spreng- und Brandbomben. Der Befehlshintergrund der Bombardierung war die britische Area Bombing Directive (Anweisung zum Flächenbombardement).

## Die Vorbereitung
Für Darmstadt als Angriffsziel gab es keine schwerwiegenden Gründe. Der Militärschriftsteller Max Hastings erklärte die Zielauswahl des Bomber Command am Beispiel Darmstadt so: “On a given night, a compound of weather, forces available and the state of the German defences determined which was chosen for attack.” („In der jeweiligen Nacht bestimmte eine Mischung aus Wetterlage, verfügbaren Einheiten und dem Zustand der deutschen Verteidigung die Auswahl des Angriffsziels.“) Zur Zeit des Angriffs experimentierte die No. 5 Bomber Group mit neuen Markierungs- und Bombardierungsmethoden. Ihre Wirksamkeit ließ sich am besten an einer unzerstörten Stadt testen. Zudem sollten die eigenen Verluste bei diesem Test minimiert werden, in dem die Flugstrecke über feindlichem Gebiet möglichst kurz ausfiel. Alle diese Kriterien trafen auf Darmstadt zu.
Die genaue Auswahl der zu bombardierenden Stadtteile wurde anhand von Luftbildern, Bevölkerungsdichtekarten und Brandversicherungskatasterkarten getroffen. Die Katasterkarten waren durch deutsche Feuerversicherungen bei britischen Rückversicherungsgesellschaften vor dem Kriege hinterlegt worden. Die Darmstädter Altstadt wurde als Kerngebiet des Angriffs ausgewählt, da hier der Holzanteil an der Gesamtbaumasse am höchsten war. Damit stellte sie zum Entzünden eines Feuersturms in Darmstadt das optimale Kernzielgebiet dar.
Vor dem Bombardement wurde das fächerförmige Zielgebiet von Mosquito-Schnellbombern durch rote und grüne Markierungskörper (sogenannte Christbäume) abgegrenzt. Dies wurde überwacht durch einen in großer Höhe fliegenden Masterbomber, der über Funk mit den Markierungsfliegern verbunden war. Der Angriff begann um 22:35 Uhr mit dem Setzen eines weißen Markierungskörpers auf dem „Exerzierplatz“ (ein damals unbebautes markantes Gelände im Westen der Stadt zwischen Rheinstraße und Holzhofallee südöstlich des Hauptbahnhofs, wo sich heute etwa die Hochschule Darmstadt befindet). Von ihm wurden eine grüne Markierungskette bis zum alten Darmstädter Schlachthof (im Gebiet der heutigen Waldspirale) und eine rote Markierungskette – im 90-Grad-Winkel vom Zielpunkt zur ersten – zum Böllenfalltorstadion geworfen. Zunächst wurden einige grüne Markierungen durch den Wind in Richtung Darmstädter Hauptbahnhof abgetrieben, der nicht im geplanten Zielgebiet lag. Der Masterbomber ließ sie durch gelbe Markierungen annullieren und einen Teil der grünen Markierungskette neu werfen. Dann überprüfte der Masterbomber auf einer tieferen Flugbahn nochmals das Darmstädter Zielgebiet, legte die exakten Anflughöhen fest und gab den Angriff frei.

## Das Bombardement

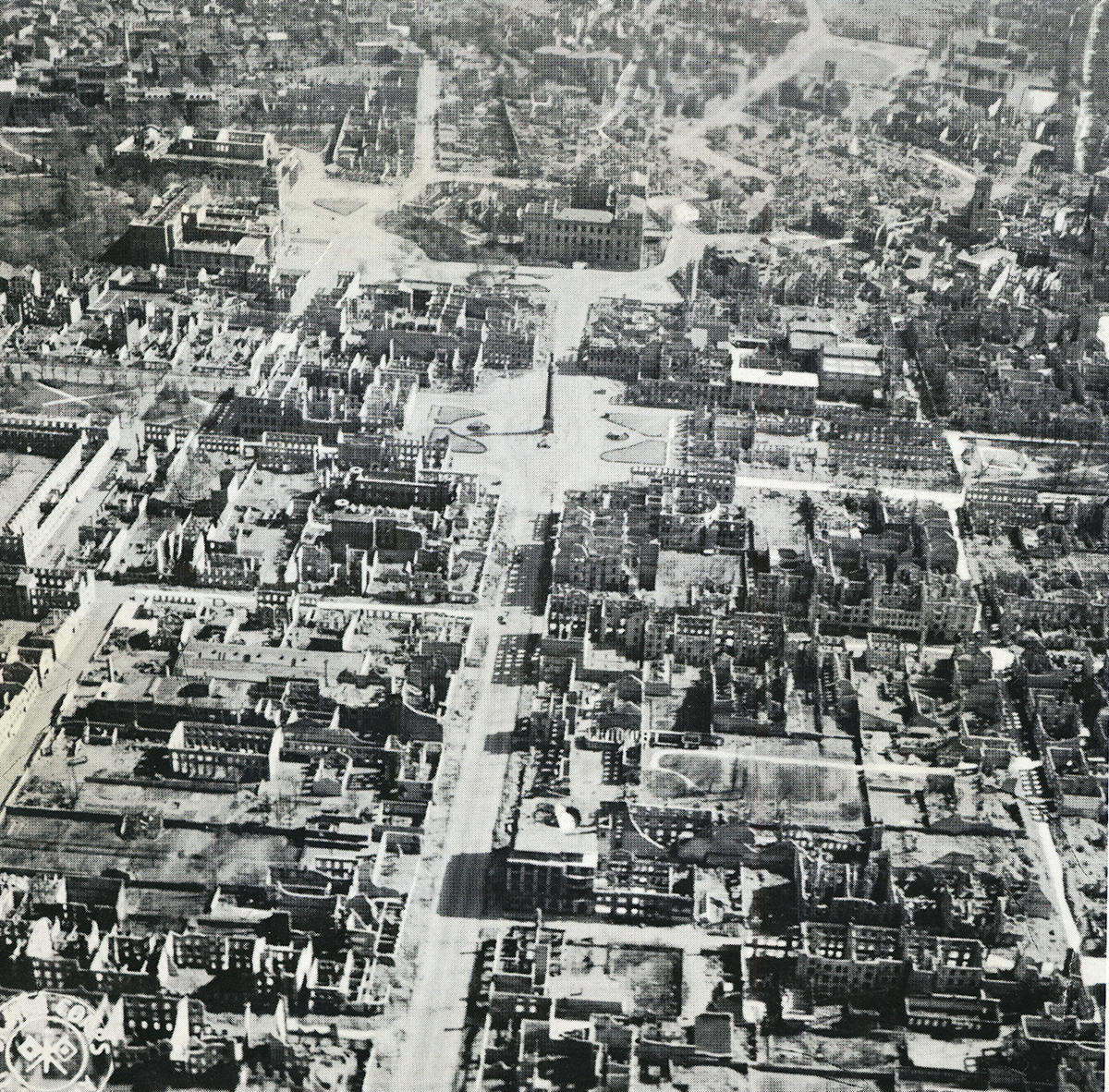
Blick auf das zerstörte Darmstadt von Westen her

Das Zielgebiet des Angriffs auf Darmstadt stellte im Wesentlichen das dichtbesiedelte Stadtzentrum – insbesondere die mittelalterliche Altstadt – dar. Das Bombardement begann um 23:55 Uhr. Es dauerte weniger als eine halbe Stunde. 234 Bomber setzte die Royal Air Force dabei ein.
In Darmstadt erprobte die britische RAF erstmals die Taktik des Fächerangriffs. Zuerst wurden tausende Sprengbomben in der Form eines Viertelkreises sowie mehrere hundert Luftminen abgeworfen. Durch die Druckwellen der Explosionen wurden die Dächer aufgerissen. Danach wurden mehr als 250.000 Elektron-Thermitstäbe über dem Stadtgebiet abgeworfen, die nun in die aufgerissenen Dachstühle der Häuser fielen und diese innerhalb kürzester Zeit in Vollbrand versetzten.
Als Anflugszielpunkt diente der Exerzierplatz (heute Berliner Allee). Zunächst warfen drei Staffeln ihre Bomben entlang der grünen Markierung (Zielpunkt Schlachthof), dann drei weitere Staffeln entlang der roten Markierungen (Zielpunkt Böllenfalltor). Nachdem dies abgeschlossen war, warf eine Welle – bestehend aus vier Staffeln – Bomben auf das Gebiet innerhalb der beiden Markierungsschenkel. Binnen einer Stunde breiteten sich tausende kleinere Gebäudebrände zu einem Feuersturm aus.

## Brandbekämpfung
Zunächst löschte die Feuerwehr Darmstadt ihre eigene, in der Kirchstraße (Innenstadt) gelegene Feuerwache, um weiter die Ausrüstung zur Bekämpfung der Brände zur Verfügung zu haben. Im gesamten Rhein-Main-Gebiet wurde für alle Feuerwehren Großalarm gegeben und alle verfügbaren Feuerwehrkräfte wurden in Darmstadt zusammengezogen. Bis sechs Uhr morgens waren bereits über 3.000 Feuerwehrleute mit 220 Motorspritzen eingetroffen. Diese konnten den Feuersturm jedoch nicht unter Kontrolle bringen und auch nicht zu den Tausenden in Kellern der Altstadt Verschütteten vordringen. Die enorme Hitzeentwicklung von weit über 1.000 °C und stark beschädigte Straßen behinderten die Lösch- und Rettungsarbeiten entscheidend. Der Feuersturm konnte nur an seinen Rändern eingedämmt werden.

## Opfer

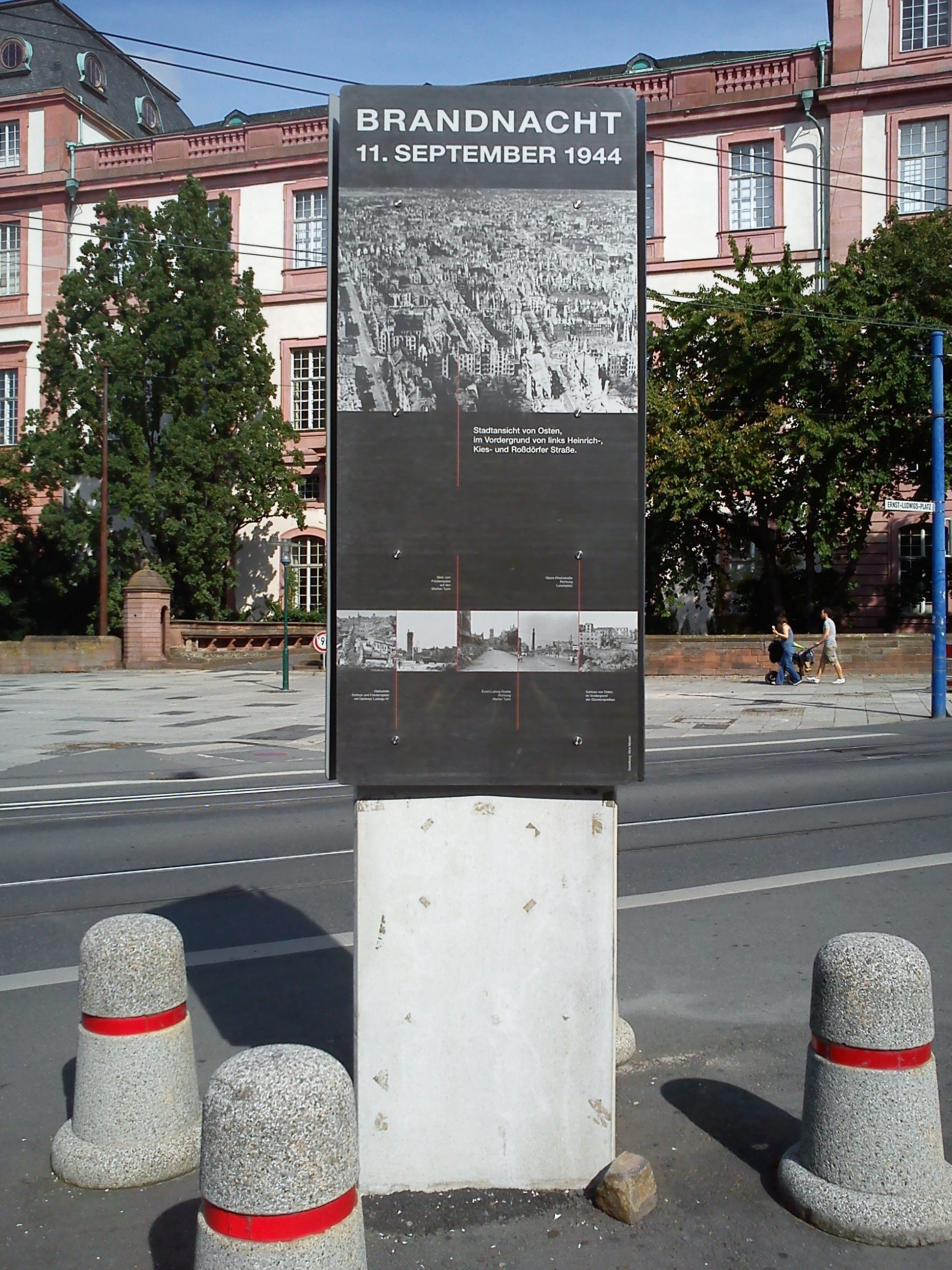
Denkmal vor dem Schloss

Die Mehrheit derer, die in Kellern Zuflucht suchten – soweit sie nicht während des Angriffs durch Trümmer erschlagen wurden – erstickten oder verbrannten in den Kellern. Eine Flucht aus den Kellern über die Straßen war nur selten möglich, da die Hitzeentwicklung zu groß war und sich teilweise auch der Teer des Straßenbelages entzündet hatte. Dem Angriff auf die dichtbesiedelte Innenstadt fielen 11.500 Menschen zum Opfer. Rund 66.000 von damals rund 110.000 Einwohnern wurden obdachlos. Rund 20 Prozent der Opfer waren Kinder unter 16 Jahren. Auf 100 tote Männer kamen 181 tote Frauen. Unter den Toten waren 368 Kriegsgefangene und 492 Zwangsarbeiter. Durch alle alliierten Luftangriffe (es folgten noch einige kleinere) bis zum Kriegsende 1945 wurden in Darmstadt nach unterschiedlichen Schätzungen insgesamt zwischen 12.500 und 13.500 Menschen getötet. Der Weiße Turm beherbergt das kalligraphische Mahnmal Darmstädter Brandnamen, das ca. 4.000 Opfernamen auflistet. Die meisten Opfer wurden in einem Massengrab auf dem Darmstädter Waldfriedhof beigesetzt. Jährlich findet am Jahrestag des Angriffs eine Gedenkveranstaltung, organisiert von der Stadt Darmstadt, am Denkmal in der Innenstadt statt.

## Schäden
Es wurden 99 Prozent der Alt- und Innenstadt, des eigentlichen Stadtkerns, zerstört, insgesamt 78 Prozent der Bausubstanz Darmstadts. Der Sachschaden des Angriffs wurde damals auf 1,5 Milliarden Reichsmark geschätzt. Potenzielle Ziele von militärischer oder rüstungswirtschaftlicher Bedeutung – wie das Industriegebiet im Westen der Stadt, Bahnanlagen und Militäranlagen zum Beispiel am Kavalleriesand oder im Süden von Bessungen – wurden bei dem Angriff so gut wie nicht beschädigt, da sie nicht im eigentlichen Zielgebiet lagen.
Am 13. September, eineinhalb Tage nach der RAF, bombardierte die Eighth Air Force das Bahnbetriebswerk. Sie verursachte nicht nur dort Schäden, sondern zerstörte auch ein Wohngebiet im Norden der Stadt, das den Nachtangriff unversehrt überstanden hatte.

## Gedenken
Auf dem Darmstädter Waldfriedhof erinnert das Massengrab und ein Denkmal an die Brandnacht.
Jährlich am 11. September findet in einer der Darmstädter Kirchen ein ökumenischer Gottesdienst zum Gedenken an die Darmstädter Brandnacht statt; um 23.55, der Uhrzeit, zu der der Bombenangriff begann, läuten die Kirchenglocken.